# Kampåsen
Kampåsen är ett naturreservat i Torsby kommun i Värmlands län.
Området är naturskyddat sedan 2006 och är 39 hektar stort. Reservatet omfattar våtmarker med en liten tjärn i öster som är en lokal för större vattensalamander. Reservatet består även av gammal brandpåverkad barrskog med flerhundraåriga tallar.